# Cang Di

Cāngdì ook gekend als Dongyue Dadi is een van de vijf manifestaties van Shangdi en wordt geassocieerd met het hout en de lente, waarvoor hij wordt aanbeden als de god van de vruchtbaarheid. Zijn vrouwelijke gemalin is de godin van de vruchtbaarheid Bixia. Zijn planeet is Jupiter.
Hij wordt ook Qingdi en Blauwgroene keizer genoemd.

## Overzicht
Het confucianistische boek, de Riten van Zhou, bespreekt het concept van de zogenaamde " Wufang Shangdi ". De geschiedenis, geciteerd in de Kokuyo, verwijst naar het volgende: Cangdi (of Qingdi), Huangdi, Heidi, Chidi en Baidi .